# Germolles-sur-Grosne
Germolles-sur-Grosne é uma comuna francesa na região administrativa de Borgonha-Franco-Condado, no departamento Saône-et-Loire. Estende-se por uma área de 7,47 km². Em 2010 a comuna tinha 131 habitantes (densidade: 17,5 hab./km²).